# Nagelört
Nagelört (Draba verna syn. Erophila verna) är en växtart i familjen korsblommiga växter. Den blir omkring 5 centimeter hög och blommar på våren med små, vita blommor.

## Utbredning
Nagelörten förekommer i nästan hela Europa, utom i de nordligaste trakterna. Den finns även i Mindre Asien, Centralasien och Nordafrika. Som införd förekommer den dessutom i Nordamerika och Chile samt på Nya Zeeland och Tasmanien.

## Etymologi
Nagelörtens artepitet, verna, har betydelsen "vårblommande". Benämningen nagelört för den här örten förekommer i litteratur redan 1640. Den har även kallats för bland annat nagelgräs, vårnagelört, gåseblomma, rågblomma och vårälskling.